# Mel Patton
Melvin Emery »Mel« Patton, ameriški atlet, * 16. november 1924, Los Angeles, ZDA, † 9. maj 2014, Fallbrook, Kalifornija, ZDA.
Patton je nastopil na Poletnih olimpijskih 1948 v Londonu, kjer je osvojil naslova olimpijskega prvaka v teku na 200 m in štafeti 4x100 m, v teku na 100 m pa je zasedel peto mesto. Njegov osebni rekord na 100 m je 10,44 s, na 200 m pa 20,7 s, oba iz leta 1948.